# Schrödingers ligning
Schrödingers ligning blev foreslået i 1925 af den østrigske fysiker Erwin Schrödinger. Den beskriver hvordan kvantemekaniske systemer ændrer sig over tid. Ligningen er af stor vigtighed i kvantemekanikken, hvor den indtager en rolle svarende til Newtons love i den klassiske mekanik. Ligningen kan ved korrektioner også inkludere relativistiske effekter, mens mere grundlæggende studier er nødt til at bruge den relativistiske Dirac-ligning.

## Den tidsafhængige ligning
I den matematiske formulering af kvantemekanikken er ethvert fysisk system associeret med et komplekst Hilbertrum således at enhver tilstand af systemet er beskrevet ved en enhedsvektor i Hilbertrummet. Denne tilstandsvektor beskriver sandsynlighederne for udfaldet af alle mulige målinger på systemet. Da et systems tilstand ofte ændrer sig over tid er tilstandsvektoren en funktion af tiden. Schrödingers ligning giver en kvantitativ beskrivelse af hvordan tilstandsvektoren ændrer sig. F.eks. kan tilstandsvektoren beskrive sandsynligheden for at finde en partikel et bestemt sted i rummet til et givet tidspunkt. Schrödinger-ligningen beskriver så, hvordan sandsynligheden for at finde partiklen bestemte steder ændrer sig med tiden.
Ved brug af Diracs bra-ket notation skrives tilstandsvektoren med positionen {\displaystyle {\vec {x}}} til tiden {\displaystyle t} som {\displaystyle |\Psi ({\vec {x}},t)\rangle }. Schrödinger-ligningen skrives så som:
{\displaystyle {\hat {H}}\left|\Psi ({\vec {x}},t)\right\rangle =i\hbar {\partial  \over \partial t}\left|\Psi ({\vec {x}},t)\right\rangle }
hvor {\displaystyle i} er den imaginære enhed, {\displaystyle \hbar } er Plancks konstant divideret med {\displaystyle 2\pi } og Hamiltonoperatoren {\displaystyle {\hat {H}}} er en selvadjungeret operator, som virker på bølgefunktionen og beskriver den totale energi i systemet. Ligesom med kraften som optræder i Newtons anden lov er dens eksakte form ikke givet ud fra Schrödingers ligning, men må uafhængigt af ligningen bestemmes ud fra de fysiske egenskaber ved systemet.
Den tidsafhængige Schrödinger ligning ser således ud:
{\displaystyle i\hbar {\frac {\partial \Psi }{\partial t}}={\hat {H}}\Psi =\left({\frac {-\hbar ^{2}}{2m}}\nabla ^{2}+V({\vec {x}})\right)\Psi }
hvor {\displaystyle m} er massen på partiklen, {\displaystyle V} er potentialet, og {\displaystyle \nabla ^{2}} er Laplace-operatoren.

## Den tids-uafhængige ligning
Schrödinger-ligningen er bl.a. udfordrende at løse, fordi bølgefunktionen afhænger af både position og tid. Dette kan dog løses vha. separation af de variable. Det antages, at bølgefunktionen kan skrives som produktet af en positionsafhængig funktion {\displaystyle \psi ({\vec {x}})} og en tidsafhængig funktion {\displaystyle \phi (t)}:
{\displaystyle \Psi ({\vec {x}},t)=\psi ({\vec {x}})\phi (t)}
Derved bliver Schrödinger-ligningen
{\displaystyle {\hat {H}}\psi ({\vec {x}})\phi (t)=i\hbar {\frac {\partial }{\partial t}}\left(\phi (t)\right)\psi ({\vec {x}})}
Så længe Hamilton-operatoren ikke er tidsafhængig, har den ikke nogen effekt på {\displaystyle \phi (t)}, som der derfor kan divideres med på begge sider:
{\displaystyle {\hat {H}}\psi ({\vec {x}})={\frac {i\hbar {\frac {\partial }{\partial t}}\left(\phi (t)\right)}{\phi (t)}}\psi ({\vec {x}})}
Venstresiden er nu fuldstændig tidsuafhængig, og højresiden må derfor også være tidsuafhængig. Dvs. at brøken - der ikke er positionsafhængig - må være en konstant {\displaystyle E}:
{\displaystyle E={\frac {i\hbar {\frac {\partial }{\partial t}}\left(\phi (t)\right)}{\phi (t)}}}
Derved er en tids-uafhængig Schrödinger-ligning blevet formuleret:
{\displaystyle {\hat {H}}\psi ({\vec {x}})=E\psi ({\vec {x}})}
Ligningen for {\displaystyle \phi (t)} er simplere:
{\displaystyle {\frac {\partial \phi (t)}{\partial t}}=-i{\frac {E}{\hbar }}\phi (t)}
Løsningen er en kompleks eksponential-funktion:
{\displaystyle \phi (t)=\mathrm {e} ^{-i{\frac {Et}{\hbar }}}}
Når den tidsuafhængig Schrödinger-ligning er blevet løst, skal denne faktor altså blot ganges på for at få den fulde løsning. Forventningsværdien for energien er nu givet ved:
{\displaystyle \left\langle H\right\rangle =\left\langle \psi \right|{\hat {H}}\left|\psi \right\rangle =E\left\langle \psi |\psi \right\rangle =E}
hvor det er anvendt, at bølgefunktionerne er normerede. Konstanten {\displaystyle E} er altså systemets gennemsnitlige energi for en given tilstand.

## Motivation
Schrödinger-ligningen blev oprindeligt ikke udledt vha. en mere fundamental teori, da en sådan ikke eksisterede. I stedet formulerede Erwin Schrödinger ligningen, så den ville stemme overens med datidens kendskab til kvantefysik. Den franske fysiker Louis de Broglie postulerede i 1924, at ikke kun fotoner har en bølgelængde og frekvens, men også massive partikler såsom elektroner. Jf. Max Plancks kvantiseringsteori er en fotons energi {\displaystyle E} proportional med frekvensen {\displaystyle \omega }, og de Broglie postulerede derfor samme sammenhæng:
{\displaystyle E=\hbar \omega }
Ifølge de Broglies relation er impulsen derimod proportional med bølgetallet:
{\displaystyle p=\hbar k}
Hvis en partikel opfører sig som en plan bølge, kan den i én dimension skrives som:
{\displaystyle \Psi (x,t)=\Psi _{0}e^{i(kx-\omega t)}}
Den partielle afledte med hensyn til {\displaystyle t} er da:
{\displaystyle {\frac {\partial \Psi }{\partial t}}=-i\omega \Psi }
Frekvensen kan derefter omkrives vha. de Broglies udtryk for energien
{\displaystyle {\frac {\partial \Psi }{\partial t}}=-i{\frac {E}{\hbar }}\Psi }
Dette omarrangeres:
{\displaystyle i\hbar {\frac {\partial }{\partial t}}\Psi =E\Psi }
På venstresiden virker altså en differentialoperator og et par konstante faktorer på bølgefunktionen. På højresiden optræder den samme bølgefunktion med energien som faktor. Ud fra dette kan Hamilton-operatoren {\displaystyle {\hat {H}}} defineres
{\displaystyle {\hat {H}}=i\hbar {\frac {\partial }{\partial t}}}
der altså har energien som egenværdi. Dermed er Schrödinger-ligningen i den meste generelle form blevet motiveret:
{\displaystyle {\hat {H}}\Psi =i\hbar {\frac {\partial }{\partial t}}\Psi }
For at løse et givent fysisk system skal en passende Hamilton-operator altså opstilles.
En ikke-relativistisk fri partikel har fx en klassisk Hamilton {\displaystyle H}, som blot er lig med den kinetiske energi {\displaystyle T}, der er givet ved impulsen {\displaystyle p} i anden divideret med 2 gange massen:
{\displaystyle H=T={\frac {p^{2}}{2m}}}
For at gå fra denne klassiske Hamilton til en kvantiseret Hamilton-operator, differentieres den plane bølge mht. {\displaystyle x}, og de Broglies udtryk for bølgetallet indsættes:
{\displaystyle {\begin{aligned}{\frac {\partial \Psi }{\partial x}}&=ik\Psi \\{\frac {\partial \Psi }{\partial x}}&=i{\frac {p}{\hbar }}\Psi \\-i\hbar {\frac {\partial }{\partial x}}\Psi &=p\Psi \end{aligned}}}
Dermed kan en impuls-operator {\displaystyle {\hat {p}}} defineres:
{\displaystyle {\hat {p}}=-i\hbar {\frac {\partial }{\partial x}}}
hvor impulsen er operatorens egenværdi. Denne impuls-operator indsættes nu på impulsens plads i Hamiltonen for at få et udtryk for Hamilton-operatoren:
{\displaystyle {\hat {H}}={\hat {T}}=-{\frac {\hbar ^{2}}{2m}}{\frac {\partial ^{2}}{\partial x^{2}}}}
Dermed bliver Schrödinger-ligningen for en ikke-relativistisk partikel altså:
{\displaystyle -{\frac {\hbar ^{2}}{2m}}{\frac {\partial ^{2}}{\partial x^{2}}}\Psi =i\hbar {\frac {\partial }{\partial t}}\Psi }
I tre dimensioner bliver den anden afledte mht. {\displaystyle x} til Laplace-operatoren:
{\displaystyle -{\frac {\hbar ^{2}}{2m}}\nabla ^{2}\Psi =i\hbar {\frac {\partial }{\partial t}}\Psi }
Ved at sammenholde de Broglies relationer med klassisk mekanik er det altså blevet retfærdiggjort, hvorfor Schrödinger-ligningen burde passe.